# Obereopsis fuscosternalis
Obereopsis fuscosternalis là một loài bọ cánh cứng trong họ Cerambycidae.